# 勒莫内斯捷
勒莫内斯捷（法語：Le Monestier，法語發音：[lə mɔnɛstje]）是法国多姆山省的一个市镇，位于该省东南部，属于昂贝尔区。

## 地理
勒莫内斯捷（45°33'47"N, 3°39'43"E）面积17.31 平方千米，位于法国奥弗涅-罗讷-阿尔卑斯大区多姆山省，该省份为法国中南部省份，北起阿列省接壤，东临卢瓦尔省，南至上盧瓦爾省和康塔爾省，西接科雷兹省和克勒兹省。
与勒莫内斯捷接壤的市镇（或旧市镇、城区）包括：昂贝尔、多洛尔河畔尚邦、尚佩蒂耶尔、富尔诺勒、格朗瓦勒、圣阿芒罗什萨维讷、圣费雷奥勒德科特、蒂奥利耶尔。

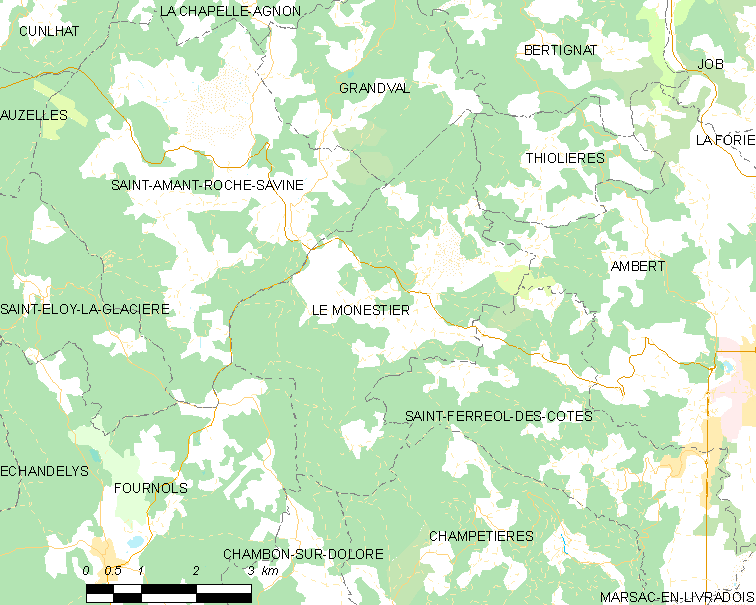
勒莫内斯捷的OSM定位图

勒莫内斯捷的时区为UTC+01:00、UTC+02:00（夏令时）。

## 行政
勒莫内斯捷的邮政编码为63890，INSEE市镇编码为63230。

## 政治
勒莫内斯捷所属的省级选区为利夫拉杜瓦山县。

## 人口

1962-2008年间勒莫内斯捷人口变化图示

勒莫内斯捷于2022年1月1日时的人口数量为239人。